# Campeonato Mundial de Ciclismo em Estrada de 2006
O LXXIII Campeonato Mundial de Ciclismo em Estrada teve lugar na cidade de Salzburgo (Áustria) entre 19 e 24 de setembro de 2006, baixo a organização da União Ciclista Internacional (UCI) e a Federação Ciclista da Áustria (ÖRV).
O campeonato constou de corridas nas especialidades de contrarrelógio e de rota, nas divisões elite masculino, elite feminino e masculino sub-23; ao todo outorgaram-se seis títulos de campeão.

## Calendário
| Dia   | Hora*       | Evento                  | Distância |
| ----- | ----------- | ----------------------- | --------- |
| 19.09 | 19:30-20:30 | cerimónia de abertura   | --        |
| 20.09 | 12:00-14:00 | Contrarrelógio F        | 26,12 km  |
| 20.09 | 14:00-16:45 | Contrarrelógio M Sub-23 | 39,54 km  |
| 21.09 | 13:30-16:45 | Contrarrelógio M        | 50,83 km  |
| 22.09 |             | Descanso                |           |
| 23.09 | 09:00-13:40 | Estrada M Sub-23        | 176,8 km  |
| 23.09 | 14:30-18:15 | Estrada F               | 132,6 km  |
| 24.09 | 10:30-17:30 | Estrada M               | 265,2 km  |

- (*) – Hora local da Áustria (UTC+2, CEST)

## Resultados

### Masculino
- Contrarrelógio

| Posto  | Ciclista           | País           | Tempo      |
| ------ | ------------------ | -------------- | ---------- |
| Ouro   | Fabian Cancellara  | Suíça          | 1:00:11,75 |
| Prata  | David Zabriskie    | Estados Unidos | 1:01:41,72 |
| Bronze | Alexandr Vinokurov | Cazaquistão    | 1:02:01,47 |

- Estrada

| Posto  | Ciclista           | País     | Tempo   |
| ------ | ------------------ | -------- | ------- |
| Ouro   | Paolo Bettini      | Itália   | 6:15:36 |
| Prata  | Erik Zabel         | Alemanha | 6:15:36 |
| Bronze | Alejandro Valverde | Espanha  | 6:15:36 |

### Feminino
- Contrarrelógio

| Posto  | Ciclista            | País           | Tempo    |
| ------ | ------------------- | -------------- | -------- |
| Ouro   | Kristin Armstrong   | Estados Unidos | 35:04,89 |
| Prata  | Karin Thürig        | Suíça          | 35:30,46 |
| Bronze | Christine Thornburn | Estados Unidos | 35:34,25 |

- Estrada

| Posto  | Ciclista      | País          | Tempo   |
| ------ | ------------- | ------------- | ------- |
| Ouro   | Marianne Vos  | Países Baixos | 3:20,26 |
| Prata  | Trixi Worrack | Alemanha      | 3:20,26 |
| Bronze | Nicole Cooke  | Reino Unido   | 3:20,26 |

### Sub-23
- Contrarrelógio

| Posto  | Ciclista        | País    | Tempo    |
| ------ | --------------- | ------- | -------- |
| Ouro   | Dominique Cornu | Bélgica | 49:28,42 |
| Prata  | Mijaíl Ignátiev | Rússia  | 50:05,52 |
| Bronze | Jérôme Coppel   | França  | 50:13,08 |

- Estrada

| Posto  | Ciclista           | País     | Tempo   |
| ------ | ------------------ | -------- | ------- |
| Ouro   | Gerald Ciolek      | Alemanha | 4:00:50 |
| Prata  | Romain Feillu      | França   | 4:00:50 |
| Bronze | Alexandr Jatuntsev | Rússia   | 4:00:50 |

## Medalheiro
| 1 | Alemanha       | 1 | 2 | 0 | 3  |
| 2 | Estados Unidos | 1 | 1 | 1 | 3  |
| 3 | Suíça          | 1 | 1 | 0 | 2  |
| 4 | Bélgica        | 1 | 0 | 0 | 1  |
| 4 | Itália         | 1 | 0 | 0 | 1  |
| 4 | Países Baixos  | 1 | 0 | 0 | 1  |
| 7 | França         | 0 | 1 | 1 | 2  |
| 7 | Rússia         | 0 | 1 | 1 | 2  |
| 9 | Espanha        | 0 | 0 | 1 | 1  |
| 9 | Cazaquistão    | 0 | 0 | 1 | 1  |
| 9 | Reino Unido    | 0 | 0 | 1 | 1  |
|   | TOTAL          | 6 | 6 | 6 | 18 |